# دی‌کلسیم سیترات
دی‌کلسیم سیترات (به انگلیسی: Dicalcium citrate) با فرمول شیمیایی C۶H۶CaO۷ یک ترکیب شیمیایی است. که جرم مولی آن ۲۳۰٫۱۹ g/mol می‌باشد. 